# Juan Felipe de Lara
Juan Felipe de Lara y San Juan (f. 1931) fue un militar y escritor español.

## Biografía
En 1887 emprendió un viaje por la Argelia francesa, donde permaneció varios meses. Publicó obras como De la Peña al Sahara (1888), La astronomía a fines del siglo XIX (1900), De Madrid á Uxda, frontera de Marruecos (1913) y Los anillos de Saturno (1916). Llegó al rango de teniente coronel de caballería. Falleció el 11 de mayo de 1931 en Madrid. Fue tío del marqués de Mirasol.